# I. SS-Panzerkorps
I. SS Panzerkorps var en tysk armékår under andra världskriget som tillhörde Waffen-SS.

## Normandie

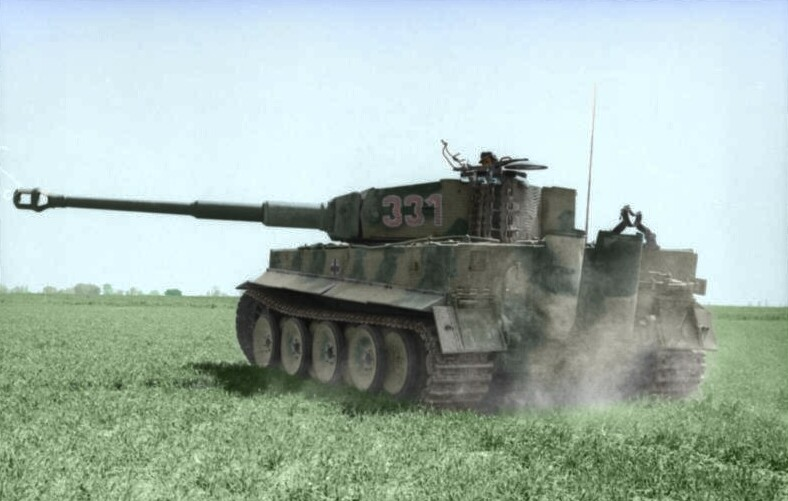
Tiger I ur I. SS Panzerkorps

I april 1944 förflyttades kåren till Septeuil väster om Paris där den kom att utgöra en del av Panzergruppe West som var den huvudsakliga reserven av pansarförband som hölls i beredskap för den väntande invasionen. Efter invasionens början började kåren förflytta sig till Falaise, under den 8 juni fick 12. SS-Panzer-Division Hitlerjugend som första förband ur kåren stridskontakt med brittiska och kanadensiska styrkor norr om Caen. Kåren fick sedan uppgiften att hålla området kring Caen och hårda strider kom att utkämpas kring byarna Authie, Buron och flygplatsen vid Carpiquet. Kårens tunga pansarbataljon utrustad med Tiger stridsvagnar, Schwere SS-Panzer-Abteilung 101, kom att utmärka sig genom att krossa ett anfall från 7th Armoured Division vid Villers-Bocage. Kåren kom att spela en stor roll i att stoppa de båda brittiska offensiverna Epsom och Goodwood. Kåren deltog senare i den misslyckade motanfallet, Operation Lüttich vid Mortain, som syftade till att skära av de amerikanska förband som hade brutit sig ut under Operation Cobra.

### Organisation
Armékårens organisation den 12 juni 1944:
- Schwere SS-Panzer-Abteilung 101
- 716. Infanterie-Division
- Panzer-Lehr-Division
- 12. SS-Panzer-Division Hitlerjugend
- 21. Panzer-Division

## Ardenneroffensiven

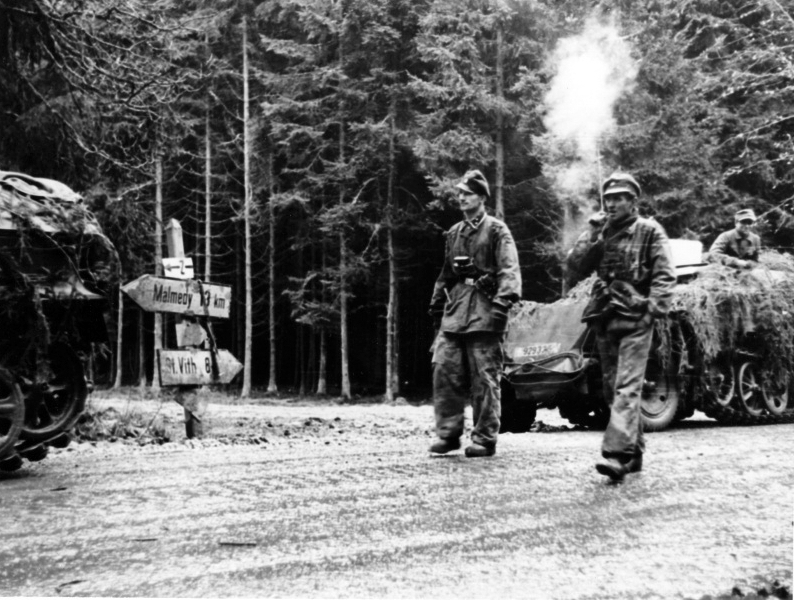
Soldater ur Kampfgruppe Knittel på väg mot Malmedy.

Ingick i 6. SS Panzer-Armee.

### Organisation
Armékårens organisation den 24 december 1944:
- Schwere SS-Panzer-Abteilung 501
- 12. SS-Panzer-Division Hitlerjugend
- 1. SS-Panzer-Division Leibstandarte SS Adolf Hitler
- 277. Volks-Grenadier-Division
- 12. Volks-Grenadier-Division
- 3. Fallschirmjäger-Division

## Ungern
Ingick i 6. SS Panzer-Armee.

### Organisation
Armékårens organisation den 5 mars 1945:
- Schwere SS-Panzer-Abteilung 501
- 1. SS-Panzer-Division Leibstandarte SS Adolf Hitler
- 12. SS-Panzer-Division Hitlerjugend

## Befälhavare
Kårens befälhavare:
- SS-Oberstgruppenführer Sepp Dietrich (4 juli 1943 – 9 augusti 1944)
- SS-Brigadeführer Fritz Kraemer (9 augusti 1944 – 16 augusti 1944)
- SS-Obergruppenführer Georg Keppler (16 augusti 1944 – 30 oktober 1944)
- SS-Gruppenführer Hermann Priess (30 oktober 1944 – 8 maj 1945)